# 周襄王
周襄王（？—前619年），姬姓，名鄭，東周第六代君主，諡襄。襄王是周惠王之子。
周襄王在位期间宋襄公、晋文公、秦穆公相继称霸。在位期间执政为宰孔、周公忌父、王子虎、周公閱、王叔桓公。

## 紀年
- 周惠王二五年（黃曆2046年/己巳年/西曆前652年）惠王死後，姬鄭懼怕異母弟王子帶爭奪王位繼承權，秘不發喪，並派人向齊國求援，襄王直到大局已定才公佈父王死訊。
- 周襄王元年（黃曆2047年/齊桓公三五年/魯僖公九年/庚午年/西曆前651年）夏齊桓公大會諸侯於葵丘(今河南民權)襄王派宰孔賜桓公文武胙彤弓矢大輅（諸侯朝服之車）並免去了桓公下拜。秋齊又和諸侯會於葵丘。九月晉獻公死，權臣里克殺奚齊、卓子、驪姬。夷吾立，為晉惠公。
- 周襄王七年（黃曆2053年/齊桓公四一年/丙子年/西曆前645年）管仲卒年八一。
- 周襄王九年（黃曆2055年/齊桓公四三年/戊寅年/西曆前643年）十月七日齊桓公姜小白卒在位四三。
- 周襄王一五年（黃曆2061年/宋襄公一四年/甲申年/西曆前637年）夏，宋襄公子茲甫卒在位一四。九月晉惠公世太子圉即位是晉懷公。
- 周襄王一六年（黃曆2062年/魯僖公二十四年/乙酉年/西曆前636年）因鄭伯不聽王命，曾經要求狄人攻打鄭國[1]。在狄人擊敗鄭國後，周襄王娶隗姓狄人為妻[2]，又將隗后退回。此舉引發狄人不滿，前636年，王子帶聯合狄人，攻打周襄王，周襄王逃到鄭國[3]。

重耳在秦穆公支持下回國，晉懷公心腹呂省和郤芮都臨陣倒戈，懷公被迫出奔高梁，被即位的晉文公重耳派人殺死。
- 周襄王一七年（黃曆2063年/魯僖公二十五年/丙戌年/西曆前635年）晉文公出兵助襄王，殺王子帶，迎接周襄王返回洛陽復位。
- 周襄王二○年（黃曆2066年/己丑年/西曆前632年）春晉文公率兵救宋，對楚軍下令晉軍退避三舍，在衛國的城濮（今山東濮縣南）大敗楚軍。晉文公主持踐土之盟成為霸主。襄王親自到踐土（今河南原陽西南）會見他。
- 周襄王二四年（黃曆2070年/晉文公九年/癸巳年/西曆前628年）冬晉文公重耳卒在位九年，子晉襄公即位。
- 周襄王二五年（黃曆2071年/晉襄公元年/秦穆公三三年/甲午年/西曆前627年）四月辛巳日秦晉殽之戰。
- 周襄王三一年（黃曆2077年/秦穆公三九年/庚子年/西曆前621年）秦穆公嬴任好卒在位三十九。
- 周襄王三三年（黃曆2079年/壬寅年/西曆前619年）襄王姬鄭卒，壬臣繼位。

## 子女
- 周頃王
- 王孙满之父，周襄王的幼子，名不詳，其子為王孙满。

## 影視作品
- 《东周列国春秋篇》由魏金虎飾演。